# Primera Avenida Sureste
La 1.ª Avenida Sureste (Primera Avenida Sureste) es una vía urbana del cuadrante sureste de Managua, Nicaragua, que se encuentra dividida en varios segmentos discontinuos. Su recorrido conecta zonas institucionales, residenciales y vías secundarias al sur de la ciudad.

## Trazado
La avenida aparece en los siguientes segmentos principales:
- Primer segmento: Comienza en la 5.ª Calle Sureste, justo al sur del Centro de Convenciones Olof Palme, en el centro histórico de Managua. Continúa hacia el sur atravesando la Calle Colón, la 10.ª Calle Sureste y finaliza en la 12.ª Calle Sureste, una vía importante que lleva hacia las instalaciones de la Jefatura del Ejército de Nicaragua.

- Segundo segmento: Reaparece varios kilómetros más al sur, en el sector conocido como Villa Tiscapa, iniciando en la Diagonal 25.ª Calle Sureste. Este segmento atraviesa zonas residenciales dispersas.

- Tercer segmento: La avenida se presenta nuevamente en el barrio Edgar Munguía a la altura de la 28.ª Calle Sureste. Desde allí avanza hacia el sur en tramos interrumpidos que cruzan la Avenida Miguel Obando y Bravo y concluyen en la 38.ª Calle Sureste.

## Intersecciones principales
- 5.ª Calle Sureste – punto de partida junto al Centro de Convenciones Olof Palme
- Calle Colón (Managua) – vía transversal tradicional
- 10.ª Calle Sureste – cruce intermedio
- 12.ª Calle Sureste – acceso institucional
- Diagonal 25 Calle Sureste – inicio del segmento en Villa Tiscapa
- 28.ª Calle Sureste – cruce en el barrio Edgar Munguía
- Avenida Miguel Obando y Bravo – vía principal del sureste
- 38.ª Calle Sureste – punto final del recorrido

## Barrios que atraviesa
- Sector sur del Centro histórico de Managua
- Villa Tiscapa
- Barrio Edgar Munguía
- Áreas intermedias del cuadrante sureste

## Coordenadas
12°6′55″N 86°15′30″O / 12.11528, -86.25833 – cerca del Centro de Convenciones Olof Palme